# 南部斯拉夫民族
南斯拉夫民族（南斯拉夫語系语言）是斯拉夫民族的一個分支，主要分布於巴爾幹半島上的前南斯拉夫地區及保加利亞一带。

## 历史
斯拉夫民族的最初分布在喀爾巴阡山北麓，波蘭的東南部，白俄羅斯西部和烏克蘭西北部，維斯杜拉河，涅斯特河（Dniester）與南布格河（South Bug）的發源地一帶。從西元一世紀的時候開始四處散佈，西元二世紀時，已有大批斯拉夫人遷移到多瑙河平原。依其居住地可分為東、西、南三支，西斯拉夫及南斯拉夫（South Slavs）之間原先並沒有區分。然而在第六至八世紀時，阿瓦人（Avars）及馬札爾人（Magyars）侵入中歐，南部斯拉夫人向巴爾幹半島的西北部逃遷，進入伊利里亞人居住的區域，與西斯拉夫斷了聯繫，形成了南斯拉夫族群。
在20世紀，南斯拉夫將南斯拉夫民族（除保加利亞以外的主要地區）所居住的地區合併為一個國家。南斯拉夫的概念是所有南斯拉夫各民族的一個國家，於17世紀後期出現，並在19世紀的伊利里亞運動中聲名顯赫。在斯洛文尼亚人、克罗地亚人和塞尔维亚人国與塞爾維亞和黑山王國統一之後，於1918年12月1日宣布成立塞尔维亚人、克罗地亚人和斯洛文尼亚人王国，於1929年更名為南斯拉夫王國。

## 分支
傳統上，南斯拉夫族群主要可以分為保加利亞人（българи，bǎlgar）、克羅埃西亞人（Hrvati）、塞爾維亞人（Срби，Srbi）與斯洛維尼亞人（Slovenci）四支。 然而，由於巴爾幹半島複雜的歷史背景及戰亂，今天主要可以分七支：信仰天主教的克羅埃西亞人、斯洛維尼亞人，信仰東正教的塞爾維亞人、蒙特內哥羅人、馬其頓人、保加利亞人，以及受鄂圖曼土耳其帝國影響信仰伊斯蘭教的波士尼亞人。

## 語言和文字

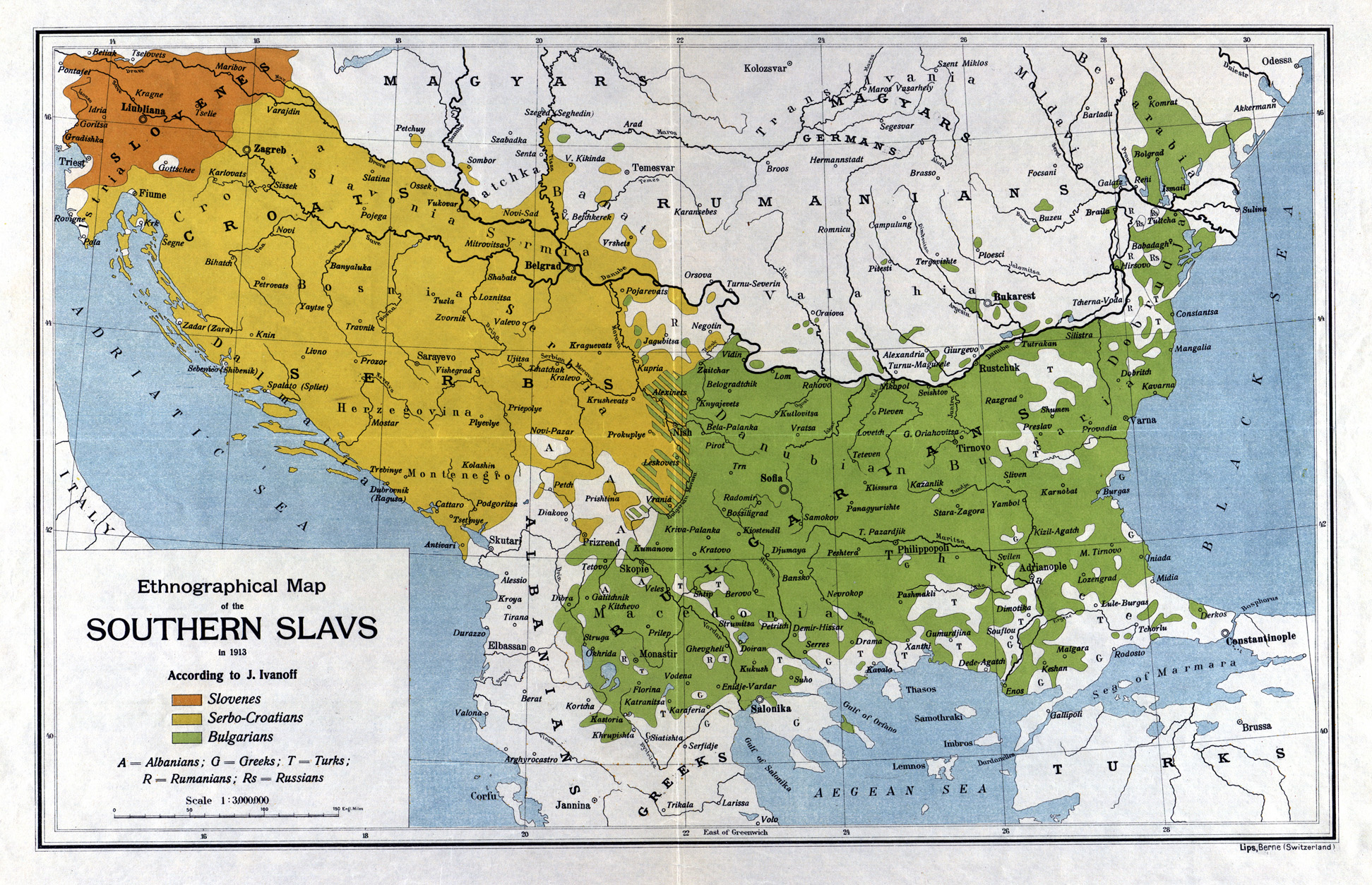
20世纪初按照语言分布绘制的南斯拉夫族群地图

南部斯拉夫民族均有自己的語言，克羅埃西亞人使用克羅埃西亞語、斯洛維尼亞人使用斯洛維尼亞語、塞爾維亞人使用塞爾維亞語、蒙特內哥羅人使用蒙特內哥羅語、馬其頓人使用馬其頓語、保加利亞人使用保加利亞語、波士尼亞人使用波士尼亞語。由於均屬於同一語族，因此彼此之間的語言都有一定的互通性。其中原使用塞爾維亞-克羅地亞語的幾種語言群體（包括塞爾維亞語，克羅地亞語，波斯尼亞語和黑山語）的可以互通，而斯洛文尼亞語和克羅地亞語的中央（薩格勒布）方言極為相似，而保加利亞語語言學家普遍將馬其頓語認為其方言標準化形式（兩種語言可以毫無障礙地交流）。文字使用方面，使用西里爾字母的有馬其頓人和保加利亞人，使用拉丁字母的有克羅埃西亞人、斯洛維尼亞人和波士尼亞人，塞爾維亞人和蒙特內哥羅人同時使用這兩種文字。